# Tatsuki Suzuki
Tatsuki Suzuki född 24 september 1997 i Chiba en japansk motorcykelförare som tävlar i grenen roadracing. Sedan 2015 tävlar han i Moto3-världsmästerskapet i Grand Prix Roadracing. Suzuki tävlar med startnummer 24 på sin motorcykel.
Efter att ha tävlat hemma i Japan flyttade Suzuki till Europa 2014 och tävalde i öppna spanska Moto3-mästerskapen. Han gjorde VM-debut 2015 då han körde för CIP-teamet på en Mahindra och fortsatte i samma team 2016. Till Roadracing-VM 2017 flyttade Suzuki till det nystartade stallet SIC58 Squadra Corse och körde en Honda. Han kom på 14:e plats i VM, en position han upprepade 2018. Roadracing-VM 2019 fortsatte Suzuki i samma team och tog sin första Grand Prix-seger den 15 september i San Marinos Grand Prix på teamets hemmabana Misano World Circuit Marco Simoncelli.

## Framskjutna placeringar
Uppdaterad till 2020-09-14.
| Nr | Grand Prix | År   |
| -- | ---------- | ---- |
| 1  | San Marino | 2019 |
| 2  | Andalusien | 2020 |

| Nr | Grand Prix | År   |
| -- | ---------- | ---- |
| 1  | Spanien    | 2019 |

| Nr | Grand Prix | År   |
| -- | ---------- | ---- |
| 1  | San Marino | 2020 |